# Kalendarium Wojska Polskiego 1907–1913
Kalendarium Wojska Polskiego 1907–1913 – wydarzenia w polskich formacjach wojskowych w latach 1907–1913.

## 1908
7 maja
- powołano Drużyny Bartoszowe[1]

czerwiec
- założono Związek Walki Czynnej[1]

28 września
- akcja bojowa  na pociąg pocztowy pod Bezdanami[1]

grudzień
- założono Polski Związek Wojskowy w Krakowie[1]

## 1910
- Utworzono Związek Strzelecki i Towarzystwo Sportowo-Gimnastyczne „Strzelec”[1]

4 października
- założenie organizacji wojskowej pod nazwą  „Armia Polska”[1]

## 1911
lipiec
- założenie organizacji wojskowej Polskie Drużyny Strzeleckie[1].

## 1912
26 sierpnia
- utworzono Polski Skarb Wojskowy[2].